# Lac Eyre
Pour les articles homonymes, voir Eyre.
Le lac Eyre, officiellement Kati Thanda–Lake Eyre, est le plus grand lac salé d'Australie et d'Océanie avec une superficie de 9 300 km2. Il est également le point le plus bas de l'Australie à approximativement 13 mètres en dessous du niveau de la mer et représente le point central du vaste bassin du lac Eyre. Le lac est situé dans les déserts du centre de l'Australie, au nord de Port Augusta dans la partie septentrionale de l'État d'Australie-Méridionale. Il est souvent asséché et se remplit une fois tous les quinze à vingt ans environ lors de pluies diluviennes.

## Exploration

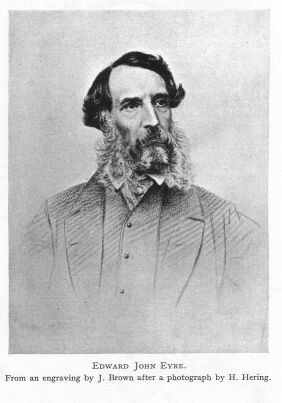
Edward John Eyre

Le lac Eyre doit son nom à l'explorateur britannique Edward John Eyre qui est le premier européen à signaler son existence en 1840 lors d'une expédition partie d'Adélaïde dans le but de s'avancer le plus loin possible sur les terres du centre de l'Australie. En 1857, George Woodroffe Goyder part sur les traces de son prédécesseur et décrit au retour de son expédition un lac immense parsemé d'îles. À la fin de la même année, Sir Arthur Henry Freeling, tenant pour exactes les assertions de Goyder, fait transporter un bateau, avec difficultés, jusqu'aux rives du lac mais ne découvre que quelques mares d'eau saumâtre, tout comme au lac Torrens plus au sud. En 1866, Peter Egerton Warburton explore les rives nord du lac, constate qu'il est à sec et signale l'importance de la croûte de sel.
Même si le lac Eyre était connu, il faut attendre les années 1920 et plus particulièrement les premiers survols aériens de G.H. Halligan pour préciser sa forme exacte. Depuis la Seconde Guerre mondiale, observations aériennes et images satellites, ont permis de déterminer les caractéristiques hydrologiques complexes de cette vaste étendue.

## Description

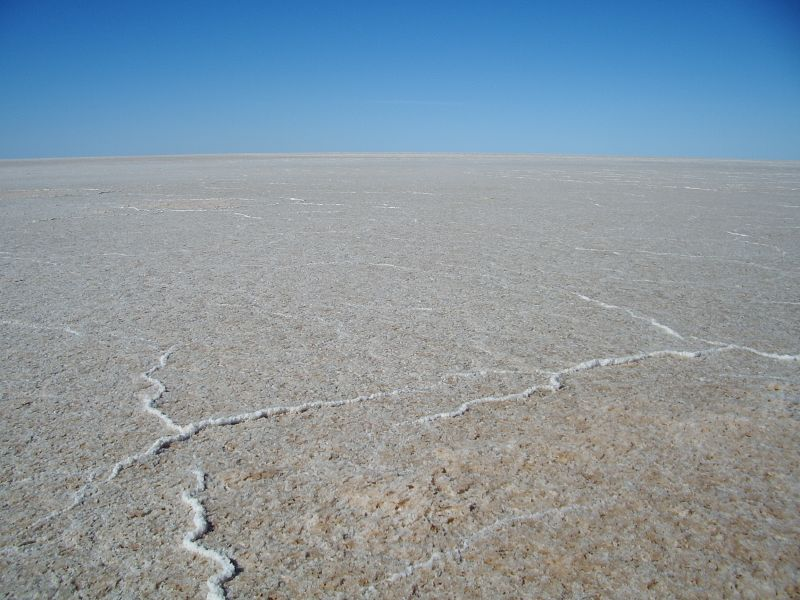
La croûte de sel du lac Eyre.

Le lac Eyre occupe le fond d'une vaste cuvette endoréique dont le niveau est inférieur à celui de la mer. La dépression est en fait constituée de deux ensembles, le lac nord s'étendant sur 144 km du nord au sud et 65 km d'est en ouest et le lac sud, moins étendu, 65 km d'est en ouest et seulement 24 km du nord au sud. Ces deux lacs communiquent entre eux par un chenal étroit, le chenal de Goyder, long de 15 km et d'une largeur comprise entre 200 et 1 500 m. Le fond du lac nord s'incline légèrement du nord vers le sud (de 5 m environ), la partie la plus basse se localisant donc dans sa partie méridionale, dans le golfe de Madigan, atteignant 15 m au-dessous du niveau de la mer. Le fond du lac sud atteint – 12 m, tandis que le chenal de Goyder descend jusqu'à – 9 m.
En temps normal, le lac ne contient pas d'eau, la surface est couverte d'une fine pellicule de sel sauf dans sa partie méridionale, plus basse (ou profonde lorsque l'eau est présente), où les eaux se concentrent en période de pluie avant de s'évaporer. Ainsi dans le golfe de Madigan et la baie de Belt s'est formée une véritable croûte de sel, épaisse de 10 à 40 cm, qui recouvre une fine couche de boue noire d'origine organique. Cette croûte, blanche ou rose, forme parfois des « crêpes de sel » évoquant les glaces en crêpe des mers polaires. Le lac sud, également recouvert par une fine couche de sel, présente une zone boueuse inaccessible dans sa partie occidentale.
Cette situation peut paraître paradoxale car le lac Eyre est l'exutoire de nombreux cours d'eau et le centre d'un vaste bassin hydrographique d'une superficie de 1 140 000 km2. Mais ces cours d'eau ne coulent qu'épisodiquement, le bassin du Lac Eyre se trouvant dans une des parties les plus arides du désert australien avec des précipitations annuelles moyennes partout inférieures à 200 mm et souvent proches des 125 mm. La Diamantina qui se jette dans le lac, dans la partie la plus septentrionale de ce dernier, par deux chenaux différents (le Warburton et le Kallakoopah) et le Cooper Creek qui atteint son exutoire dans la partie orientale, naissent dans des régions plus arrosées, mais durant leur parcours dans le Grand bassin artésien, les deux fleuves s'affaiblissent progressivement et leurs eaux n'atteignent que rarement le lac Eyre.

## Formation

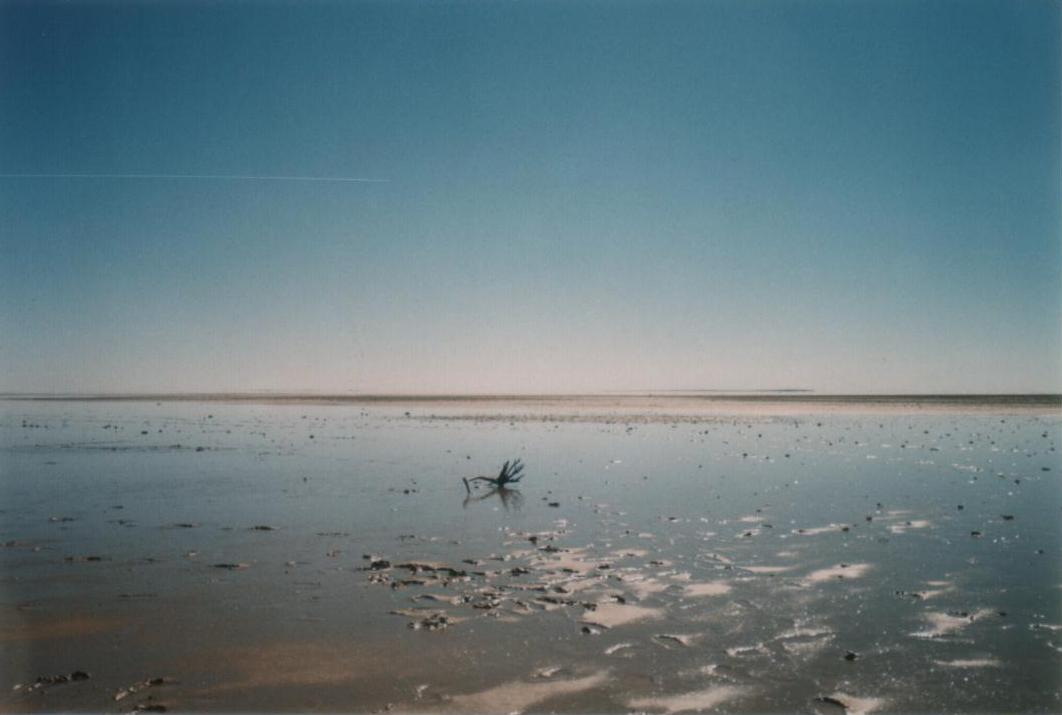
Le lac Eyre, vue du lac sud

La dépression du lac Eyre est située en bordure sud-ouest de la zone d'affaissement du Grand bassin artésien s'étendant sur une vaste partie de l'Australie. Ce dernier a commencé à s'affaisser au début du crétacé, durant le Mésozoïque ou ère secondaire, sous l'action de mouvements tectoniques. Des sables grossiers, datant de cette période géologique, constituent aujourd'hui la principale nappe aquifère de la zone. Les eaux contenues dans cette nappe souterraine (carbonatées ou sulfatées) remontent parfois à la surface et forment des résurgences sur les bords occidentaux et méridionaux du lac. L'eau sous pression de la nappe atteint la surface et forme, en accumulant les sédiments, des buttes appelées mound springs. Au milieu du Cénozoïque ou ère tertiaire, l'emplacement du lac Eyre était occupé par un vaste lac s'étendant vers le sud-est jusqu'au lac Frome. Ce vaste plan d'eau, appelé lac Dieri par les géologues, communiquait avec la mer. Au pliocène, de nombreuses espèces animales vivaient sur les rives du lac, en particulier dans sa partie orientale : oiseaux, marsupiaux, crocodiles et poissons. Au pléistocène, le climat devenant aride, la cuvette évolua vers l'endoréisme ; les marsupiaux géants, tels les diprotodons, qui vivaient sur ses berges disparurent.
Voilà environ 20 000 ans, la déflation au fond du lac, désormais asséché par l'aridification du climat, abaissa le niveau d'une vingtaine de mètres. Les sables emportés sous l'action de l'érosion éolienne modelèrent un paysage de dunes parallèles d'une quinzaine de mètres de haut et qui s'étirent du nord au sud sur plus de 120 km jusqu'au désert de Simpson au nord du lac Eyre. Depuis, des sédiments récents se sont accumulés sur quelques mètres et le lent mouvement d'affaissement du lac vers le sud semble se poursuivre.

## Variation de niveau

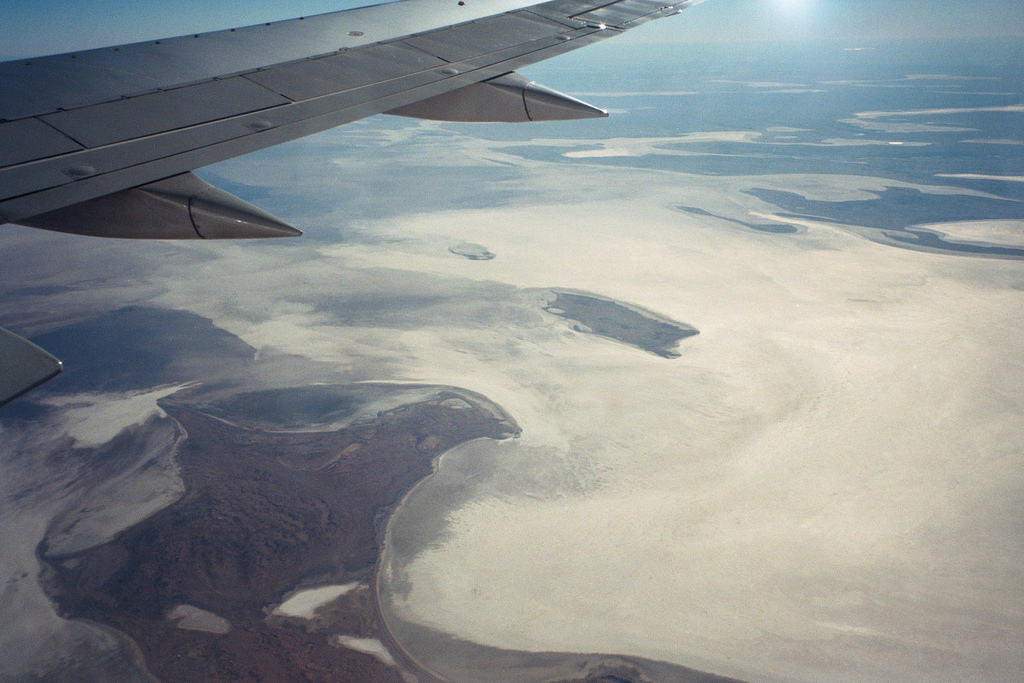
Le lac Eyre à sec vu d'avion.

Le lac est à sec habituellement, mais des précipitations abondantes peuvent le remplir assez rapidement, l'évaporation se chargeant ensuite de faire à nouveau baisser le niveau des eaux jusqu'à un nouvel assèchement, laissant apparaître des dépôts de sel blanc. Lorsque les pluies sont particulièrement importantes, les eaux s'étalent sur une grande partie du lac.
En 1949-1950, d'intenses précipitations sur le nord et l'est de l'Australie provoquèrent une montée des eaux telle que la Diamantina et le Cooper Creek déversèrent dans le lac plus de 31 milliards de mètres cubes d'eau. Les eaux s'étalèrent sur 8 000 km2, la profondeur atteignit près de 4 mètres dans le golfe de Madigan mais le niveau resta légèrement inférieur au fond du chenal de Goyder et les eaux ne passèrent pas dans le lac du sud. Les dépôts de sel accumulés sur le fond du lac furent complètement dissous et rendirent les eaux du lac Eyre aussi salées que la mer. Des poissons se multiplièrent mais, dès 1951, la forte évaporation provoqua un accroissement de la salinité et la mort de ces poissons. À la fin de cette même année, le volume d'eau ne représentait plus que 8 % du volume de la crue et, en 1952, le lac était complètement à sec. Le cycle complet de remplissage et de dessiccation du lac avait duré trois ans et demi. En 1975, le même phénomène se produisit, le lac Eyre redevint un véritable plan d'eau avec une profondeur pouvant atteindre 6 mètres ; en 1978, il était à nouveau à sec. Une nouvelle grande phase de remplissage et d'assèchement du lac se déroula entre novembre 1983 et septembre 1985. En avril et mai 2025, un nouvel épisode de pluies torrentielles amènent le lac à se remplir en quelques semaines ; la crue mesurée sur le Cooper Creek est plus importante que celle de 1974, avec une cote de 4,75 mètres contre 4,4.
Sans être aussi spectaculaires, des pluies courtes mais intenses peuvent amener une pellicule d'eau à se former sur une partie du lac, mais pour quelques jours seulement. Ce fut le cas après les pluies du 14 mai 1968 qui conduisirent à la formation d'une pellicule d'eau de 2 500 km2. Les remplissages les plus fréquents se déroulent lorsque les rivières du nord-est comme les eaux de la Diamantina sont abondantes. Ces dernières sont canalisées dans un long chenal nord-sud et ne débordent guère de celui-ci ; si les apports sont plus importants, ils s'écoulent vers les parties les plus basses (baie de Belt, golfe de Madigan) où s'accumulent également les eaux apportées par le Cooper Creek. Les dernières situations de ce type, plus fréquentes que les grandes crues, se retrouvèrent en 1997, 2000, 2001, 2004 et 2007 et permirent aux membres du Lake Eyre Yacht Club de s'adonner à la navigation sur le lac.

## Utilisation en tant que piste de vitesse
Le 17 juillet 1964, le Britannique Donald Campbell y bat le record de vitesse terrestre à plus de 648,7 km/h au volant de son Bluebird CN7.